# 武若库尔
武若库尔（法語：Voujeaucourt，法語發音：[vuʒokuʁ]）是法国杜省的一个市镇，位于该省东北部，属于蒙贝利亚尔区。

## 地理
武若库尔（47°28'32"N, 6°46'28"E）面积9.45 平方千米，位于法国勃艮第-弗朗什-孔泰大區杜省，该省份为法国东部内陆省份，北起上索恩省，西接汝拉省，东部及东南部与瑞士接壤，东北部与贝尔福地区省接壤。
与武若库尔接壤的市镇（或旧市镇、城区）包括：欧丹库尔、阿尔布昂、巴尔、巴旺、贝尔什、库尔塞勒-莱蒙贝利亚尔、马泰、瓦朗蒂涅。

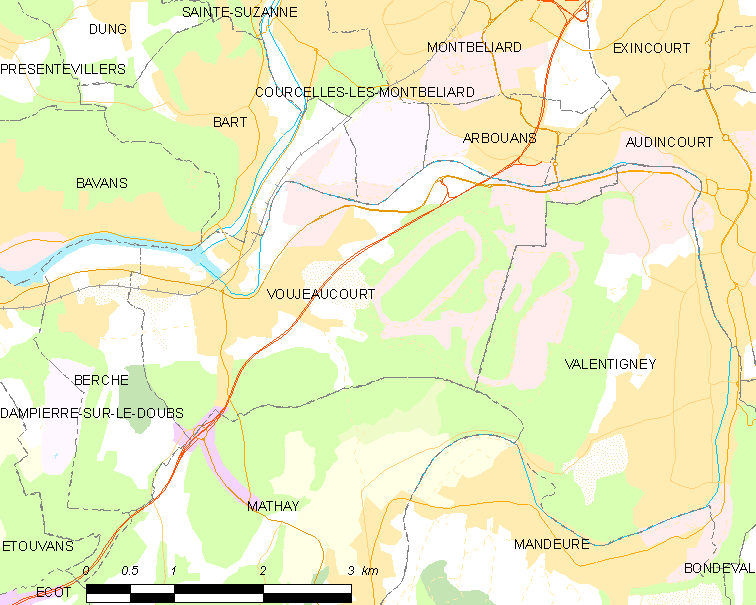
武若库尔的OSM定位图

武若库尔的时区为UTC+01:00、UTC+02:00（夏令时）。

## 行政
武若库尔的邮政编码为25420，INSEE市镇编码为25632。

## 政治
武若库尔所属的省级选区为瓦朗蒂涅县。

## 人口

1962-2008年间武若库尔人口变化图示

武若库尔于2022年1月1日时的人口数量为3152人。